# GeoRAM

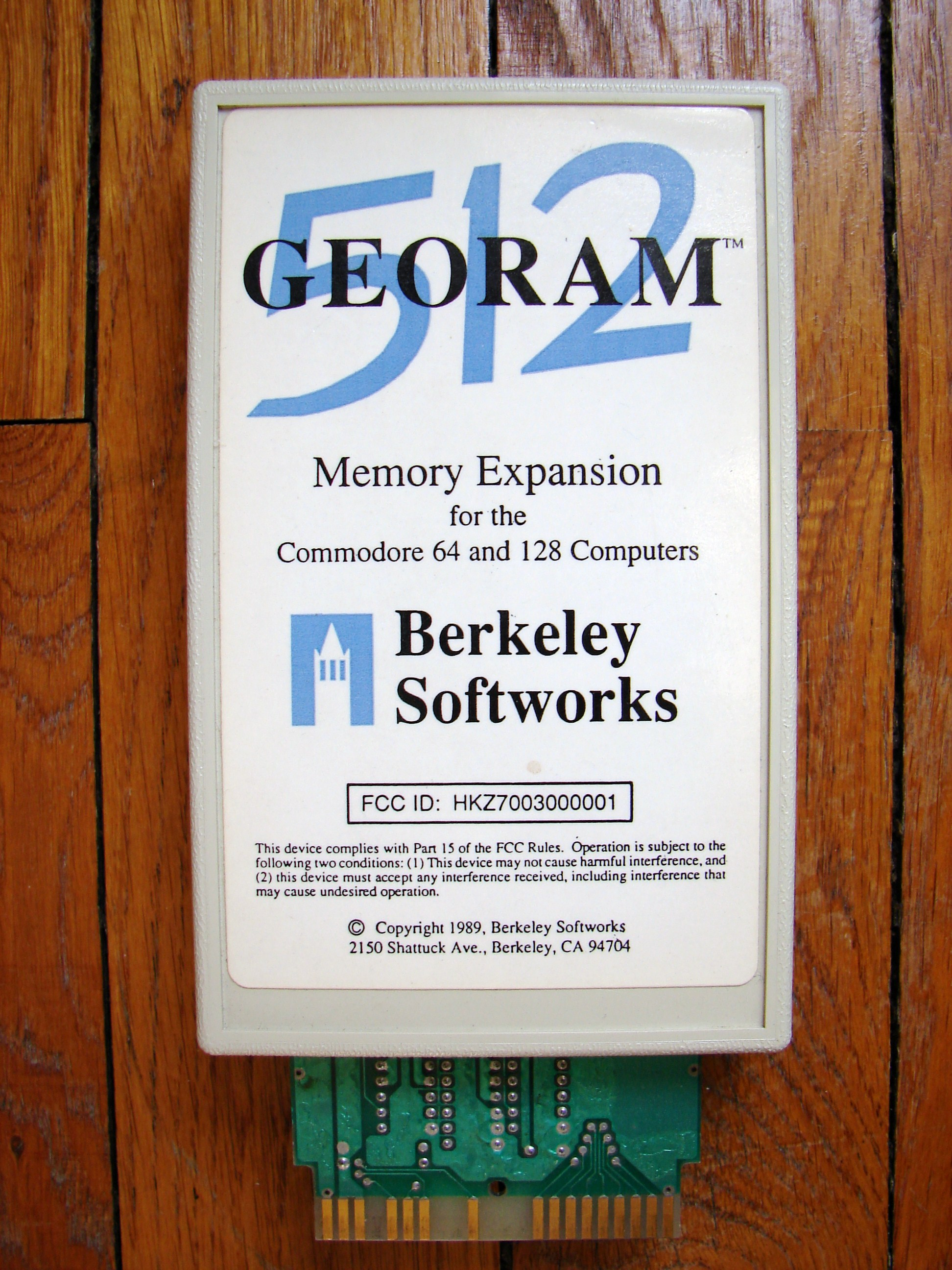
GeoRAM-Steckmodul

GeoRAM ist eine vom US-amerikanischen Hersteller Berkeley Softworks als Steckmodul ausgeführte Speichererweiterung für die 8-bit-Heimcomputer Commodore 64 (kurz C64) und Commodore 128 (kurz C128). Die Speichererweiterung hat eine Kapazität von 512 kB und kam im Jahr 1991 als Ersatz für die nicht mehr länger hergestellten Commodore-RAM Expansion Units (kurz REU) der Typen 1700, 1750 und 1764 auf den Markt. Ihren Namen hat das GeoRAM von der grafischen Benutzeroberfläche GEOS, für das sie hauptsächlich konzipiert war. Abseits des GEOS-Betriebssystems wurde das GeoRAM selten genutzt.
Im Unterschied zu den RAM Expansion Units von Commodore besitzt GeoRAM keinen DMA-Chip für direkte Speicherzugriffe und kann daher den Datentransfer zwischen dem eigenen und dem bordeigenen C64- bzw. C128-Arbeitsspeicher nicht selbständig vornehmen. Vielmehr wird im Ein-/Ausgabe-Bereich des C64 ein 256 Bytes großer Speicherblock eingeblendet ($DE00-$DEFF), aus dem bzw. in den ein entsprechendes Programm die Daten selbst kopieren muss. Die Auswahl des Speicherblocks erfolgt über die Adressen $DFFE-$DFFF, die im gesamten zweiten Eingabe-/Ausgabe-Bereich gespiegelt waren. Die Programmierung ist daher sehr einfach. Die auf direkten Speicherzugriff basierenden Zusatzfunktionen der RAM Expansion Units von Commodore, wie beispielsweise das schnelle Verschieben oder Füllen von Speicherbereichen, stehen unter GeoRAM jedoch nicht zur Verfügung.
Seit 2006 gibt es eine auf bis zu 2 MB ausbaufähige Weiterentwicklung von GeoRAM namens NeoRAM. Sie wird von Anhängern des Retrocomputing verwendet, die der Originalhardware den Vorzug gegenüber auf modernen Computern betriebenen Emulatoren des C64 bzw. C128 geben.